# Cuti
Cuti (eigentlich Luiz Silva; * 1951 in Ourinhos, Bundesstaat São Paulo) ist ein brasilianischer Schriftsteller.
Er studierte Romanistik und Literaturwissenschaften an der Universität von São Paulo; Magister (UniCamp, 1999) und Promotion (2005) in Literaturwissenschaft. Gründungsmitglied der Cadernos Negros (1978) und der Gruppe Quilombhoje (1980). Er ist einer der aktivsten und produktivsten brasilianischen schwarzen Dichter. Cuti hält oft Vorträge in akademischen und kulturellen Institutionen Brasiliens; er unternahm zahlreiche Reisen, auch ins Ausland (Deutschland, Österreich, Schweiz, USA), zu Vorträgen und Lesungen seiner Werke und der Werke anderer schwarzer Schriftsteller.

## Veröffentlichungen
- 1978 Poemas da Carapinha (Gedichte)
- 1982 Batuque de Tocaia (Gedichte)
- 1983 Suspensão (Theater)
- 1987 Flash Crioulo Sobre o Sangue e o Sonho (Gedichte)
- 1987 Quizila (Kurzgeschichten)
- 1988 A Pelada Peluda no Largo da Bola (Kinderbuch)
- 1988 Terramara (Theater, mit Miriam Alves und Arnaldo Xavier)
- 1991 Dois Nós na Noite e Outras Peças de Teatro Negro-Brasileiro (Theater)
- 1992 ... E Disse o Velho Militante José Correia Leite (Herausgabe der Erinnerungen des schwarzen Aktivisten J. C. Leite)
- 1996 Negros em Contos (Kurzgeschichten)
- 1997 Quilombo de Palavras (Gedichte, CD, mit Carlos de Assumpção)
- 2002 Sanga (Gedichte)
- 2002 Consciência Negra do Brasil: Os Principais Livros (kommentierte Bibliografie, mit Maria das Dores Fernandes als Herausgeber)
- 2005 A Consciência do Impacto nas Obras de Cruz e Sousa e de Lima Barreto
- 2007 Negroesia (Gedichte)
- 2010 Literatura Negrobrasileira
- 2011 Lima Barreto
- 2013 Kizomba de Vento e Nuvem

Cuti veröffentlichte zahlreiche Beiträge in Anthologien, Sammlungen und Zeitschriften.

## Veröffentlichungen auf Deutsch
- 1988 Schwarze Poesie – Poesia Negra. Afrobrasilianische Dichtung der Gegenwart, hg. von Moema Parente Augel, portugiesisch/deutsch (darin: Gedichte, a. d. bras. Portugiesisch v. Johannes Augel). Berlin: Edition diá; Frankfurt am Main: Der andere Literaturklub 1988; E-Book (darin außerdem ein Interview von 1992): Edition diá 2013, ISBN 978-3-86034-526-9 (Epub), ISBN 978-3-86034-626-6 (Mobi)
- 1990 Ismael Ivo – Körper und Tanz von Anno Wilms, portugiesisch/englisch/deutsch (darin: Begleittext, a. d. bras. Portugiesisch v. Edgar Ricardo von Buettner u. Helmut Lotz). Berlin: Edition diá
- 1993 Schwarze Prosa – Prosa Negra. Afrobrasilianische Erzählungen der Gegenwart, hg. von Moema Parente Augel (darin: Erzählungen, a. d. bras. Portugiesisch v. Johannes Augel). Berlin: Edition diá